# La dama di picche (film 1910)
La dama di picche (Пиковая дама, Pikovaja dama) è un cortometraggio del 1910 diretto da Pёtr Ivanovič Čardynin, tratto dall'omonimo racconto di Puškin.